# Fred Emney
Frederick Arthur Round "Fred" Emney (12 de febrero de 1900 – 25 de diciembre de 1980) fue un actor de carácter y humorista de nacionalidad británica.

## Biografía
Nacido en Prescot, Inglaterra, sus padres eran Blanche Round y Fred Emney (1865–1917), un artista de music hall. Su tío era el actor Arthur Williams, y su hermana, Joan Emney, fue también actriz, actuando con él en algunas producciones teatrales. 
Criado en Londres, debutó en el cine en 1935, aunque con experiencia como artista de music hall. Se hizo una figura familiar entre el público por sus personajes obesos y bruscos, y que habitualmente utilizaban monóculo. 
En la década de 1950 tuvo un show televisivo propio en el que interpretaba diversos números de humor y tocaba con destreza al piano piezas a menudo compuestas por él mismo, algunas de las cuales fueron grabadas en discos. Para la televisión también trabajó en el programa infantil Pinky and Perky.
Fred Emney falleció en Bognor Regis, Inglaterra, el día de Navidad de 1980.

## Filmografía
- A Man of Mayfair (1931)
- Come Out of the Pantry (1935)
- Brewster's Millions (1935)
- The Lilac Domino (1937)
- Jane Steps Out (1938)
- Let's Make a Night of It (1938)
- Hold My Hand (1938)
- Luck of the Navy (1938)
- Yes, Madam? (1939)
- Just Like a Woman (1939)
- She Couldn't Say No (1939)
- Just William (1940)
- The Middle Watch (1940)
- Let the People Sing (1942)
- Fun at St. Fanny's (1956)
- The Fast Lady (1962)
- A Home of Your Own (1964)
- Father Came Too! (1964)
- Those Magnificent Men in their Flying Machines (1965)
- Bunny Lake Is Missing (1965)
- The Sandwich Man (1966)
- I've Gotta Horse
- A Home of Your Own (1967)
- The Assassination Bureau (1969)
- Lock Up Your Daughters! (1969)
- Un trabajo en Italia (1969)
- The Magic Christian (1969)
- Doctor in Trouble (1970)
- Up the Chastity Belt (1971)
- Mistress Pamela (1974)
- The Amorous Milkman (1975)
- Adventures of a Private Eye (1977)